# Imperial College London
Pour les articles homonymes, voir ICL.
L’Imperial College London (officiellement Imperial College of Science, Technology and Medicine) est une prestigieuse université britannique fondée en 1907, se situant à Londres dans le quartier de South Kensington. L'Imperial College est régulièrement classée parmi les meilleures universités du monde. Elle est 2e au classement du QS World University Rankings 2025. Elle est spécialisée dans les sciences, l'ingénierie, la médecine et les études commerciales (avec l'Imperial College Business School). L'université compte 14 prix Nobels, 3 médaillés Fields, 2 Breakthrough Prize in Mathematics et 74 Fellows of the Royal Society.
Les contributions de l'université à la société comprennent la découverte de la pénicilline, les développements de l'holographie et de la fibre optique.
Le College était d'abord un des composants de l’université de Londres, avant de devenir une institution indépendante à l'occasion de son centenaire, en 2007. Sous l'impulsion du prince Albert, la reine Victoria a posé la première pierre de l'Imperial Institute en 1888. L'université est fondée en 1907. Elle est membre de la Ligue européenne des universités de recherche depuis le 1er janvier 2010. L'Imperial est également membre du Russell Group, du G5, de l'Association des Universités du Commonwealth ainsi que du « Golden Triangle ».
L'Imperial College est un partenaire de longue date du Massachusetts Institute of Technology. Le premier accord de collaboration à grande échelle officiel entre ces deux institutions date de 1944 dans le cadre des efforts scientifiques de la Seconde Guerre mondiale. Les deux institutions partagent toujours un lien fort avec des programmes d'échanges pour leurs étudiants et personnel académique,.

## Présentation

### Historique
Le Prince Albert a pour ambition de transformer la région de South Kensington en un centre consacré aux sciences et à l'éducation, avec la fondation de musées et d'instituts, qui finiront par former Imperial College.
Imperial est fondée en 1907 par la fusion du City and Guilds College, de la Royal School of Mines et du Royal College of Science (tous fondés entre 1845 et 1878). Le College obtient la Charte Royale d’Édouard VII en juin 1907 et est intégré à l’Université de Londres. Plus tard, la St Mary’s Hospital Medical School (1988), le National Heart and Lung Institute (1995) et la Charing Cross and Westminster Medical School (1997) fusionnent avec l’Imperial College School of Medicine.

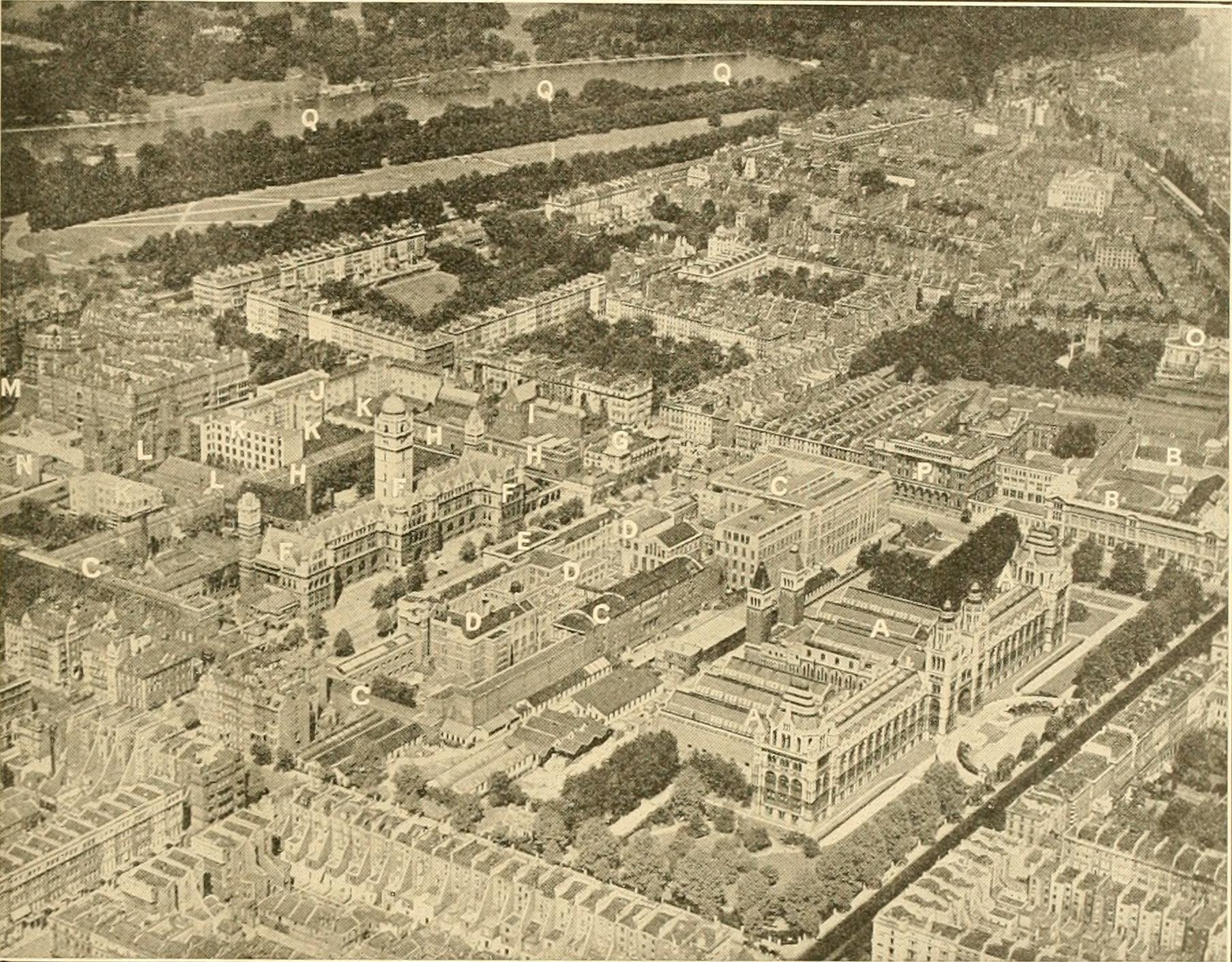
L'Imperial College en 1922.

En 2000, Imperial fusionne avec Wye College (fondé en 1447).
L'université a célébré son centenaire en 2007 et pour l’occasion est redevenue indépendante de l’université de Londres.

### Campus
Le campus principal est situé dans le quartier de South Kensington, proche du Royal Albert Hall. Cet établissement est situé au milieu de nombreuses institutions scientifiques et culturelles : le Muséum d'histoire naturelle, le Science Museum, le Victoria and Albert Museum, le Royal College of Music et le Royal College of Art. Imperial College Road traverse le centre du campus, courant en partie le long de Queen's Lawn.
Un autre campus majeur, Imperial West (ou White City Campus), abritera prochainement des étudiants, des chercheurs et des entrepreneurs. Ce campus sera notamment spécialisé dans des domaines liés à la recherche biomédicale. Des centres de recherche tels que le « Michael Uren Biomedical Engineering Research Hub » et le « Molecular Science Research Hub » abriteront des chercheurs des départements de chimie et des sciences de la vie. De plus, le Translation and Innovation Hub (un des incubateurs de Imperial Incubator) sera installé à Imperial West.

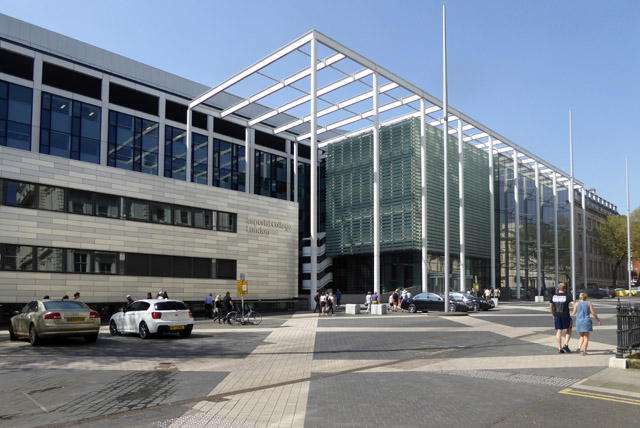
L'entrée principale et Imperial College Business School.

Il existe également plusieurs autres campus situés dans le Grand Londres, notamment dans des sites hospitaliers :
- Charing Cross Campus, Hammersmith ;
- Chelsea and Westminster Campus ;
- Hammersmith Campus, East Acton ;
- Royal Brompton Campus, Chelsea ;
- St Mary's Campus, Paddington ;
- Silwood Park ;

Deux autres campus importants sont situés à Silwood Park (centre de recherche en écologie) et à Wye (centre de recherche en agronomie), à l’extérieur de la ville.

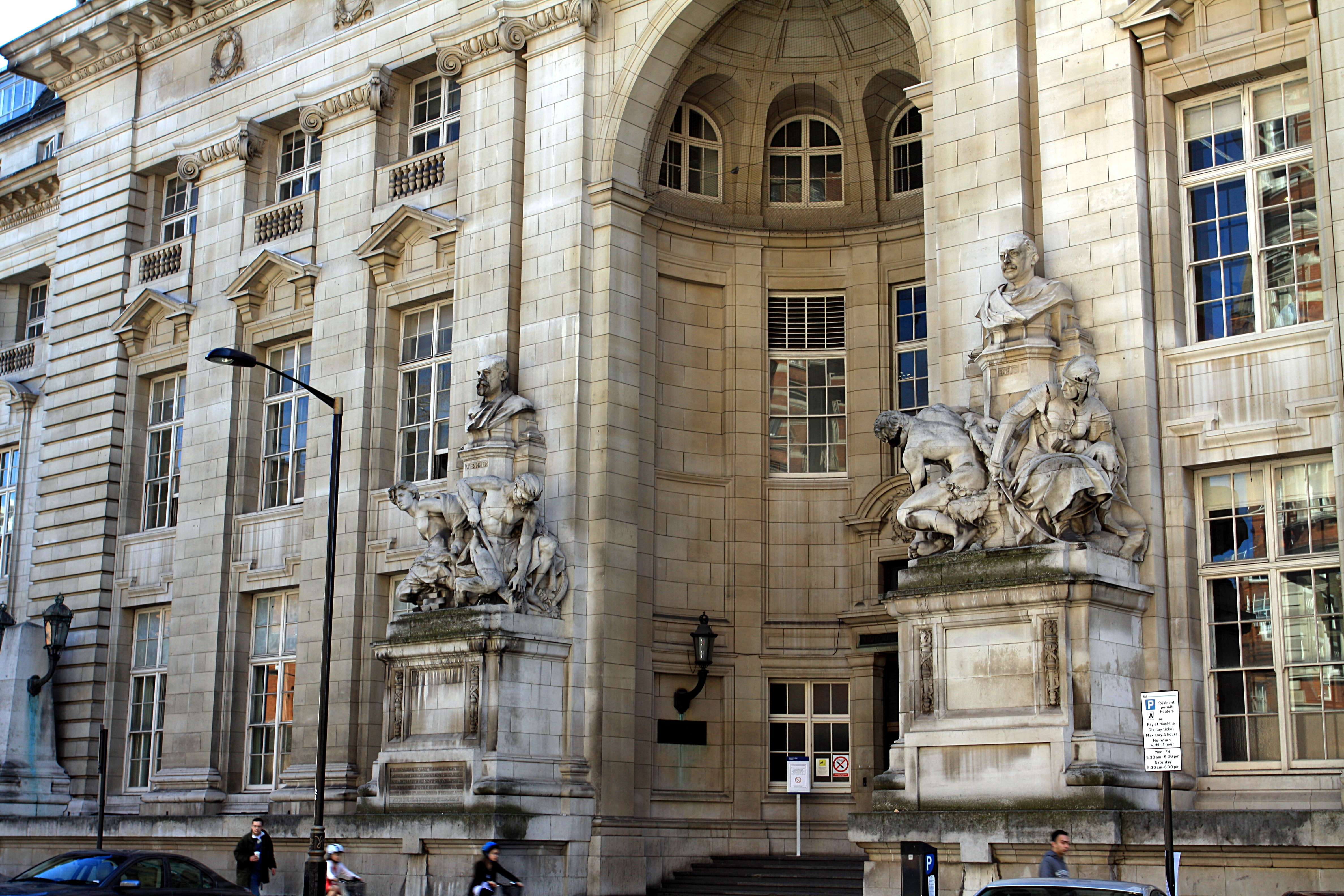
Royal School of Mines.

### Organisation
L'Imperial College London est divisée en quatre facultés :
Faculté d'Ingénierie (Faculty of Engineering)
- Département d'Ingénierie Aéronautique
- Département de Bioingénierie
- Département de l'Ingénierie Chimique
- Département de l'Ingénierie Civile et Environnementale
- Département des Sciences Informatiques
- Département de l'Ingénierie de Design
- Département de l'Ingénierie des Sciences de la Terre
- Département de l'Ingénierie Électronique et Électrique
- Département de l'Ingénierie des Matériaux
- Département de l'Ingénierie Mécanique

Faculté de Médecine (Faculty of Medicine)
- Département de Médecine
- Département de Chirurgie et du Cancer
- Institut des Sciences Cliniques
- Institut National du Cœur et des Poumons
- École de la Santé Publique

Faculté des Sciences Naturelles (Faculty of Natural Sciences)
- Centre de la Politique Environnementale
- Département de Chimie
- Département des Sciences de la Vie
- Département de Mathématiques
- Département de Physique

Imperial College Business School
- Département de la Finance
- Département de l'Innovation et de l'Entrepreneuriat
- Département de Management

L'Imperial College London comprend également cinq instituts pluridisciplinaires:
- Institut Grantham
- Institut de l'Innovation dans la Santé Mondiale
- Laboratoire des Énergies du Futur
- Institut des Sciences et Techniques de la Sécurité Nationale
- Institut de la Science des Données

#### Présidents d'Imperial College
- 1908 Henry Bovey
- 1910 Alfred Keogh
- 1922 Thomas Henry Holland
- 1929 Henry Tizard
- 1942 Richard Southwell
- 1948 Roderic Hill
- 1954 Patrick Linstead
- 1966 Owen Saunders (Acting Rector)
- 1967 William Penney
- 1973 Brian Flowers
- 1985 Eric Ash
- 1993 Ronald Oxburgh
- 2000 Richard Sykes
- 2008 Roy Anderson
- 2009 Keith O'Nions
- 2014 Alice Gast[10]

## Formation

Royal Albert Hall.

### Admissions
En 2021, le taux d'admission en undergraduate était de 11,0 % et le taux d'admission en postgraduate était de 13,0%,,,. Depuis sa séparation avec l'Université de Londres en 2007, le taux d'admission au niveau undergraduate à l'Imperial College London a constamment baissé passant ainsi de 19,2 % (2008) à 11,0 % (2021),,.
En 2018, d'après The Complete University Guide, l'Imperial College est la deuxième université la plus sélective du Royaume-Uni après l'Université de Cambridge et devant l'Université d'Oxford en comparant la moyenne des élèves au diplôme de fin de lycée, avec un tarif UCAS moyen à 219 (A*A*A*A-A*A*A*A*), soit moins de 3 % des notes obtenues aux A-levels, alors que presque 14 % des bacheliers généraux en France obtiennent la mention très bien,,.
L'Imperial College London a été l'une des premières universités du Royaume-Uni à utiliser les notes A* aux A-levels pour sélectionner ses étudiants. En outre, l'Imperial utilise également des concours d'entrée spécifiques tels que le MAT et le STEP qui évaluent le niveau des postulants pour les licences de mathématiques et d'informatique ainsi que le BMAT pour les candidats en médecine.
Pour postuler à un cours d'Imperial, les élèves doivent utiliser le système UCAS, comme pour toute demande d'admission à l'université au Royaume-Uni.
| Matière                        | Dossiers reçus         | Admis       | Ratio et taux d'acceptation     |
| ------------------------------ | ---------------------- | ----------- | ------------------------------- |
| Faculté de sciences naturelles |                        |             |                                 |
| Mathématiques                  | 3588 (2908, +23,4 %)   | 246 (267)   | 14.6:1 - 6,9 % (10,9:1 - 9,2%)  |
| Sciences de la vie             | 3224 (2392, +34,8 %)   | 350 (295)   | 9,2:1 - 10,9 % (8,1:1 - 12,3 %) |
| Physique                       | 2137 (1811, +18,0 %)   | 261 (240)   | 8,2:1 - 12,2 % (7,5:1 - 13,2 %) |
| Chimie                         | 1297 (1122, +15,6 %)   | 262 (156)   | 5,0:1 - 20,2 % (7,2:1 - 13,9 %) |
| Faculté d'ingénierie           |                        |             |                                 |
| Informatique                   | 4207 (3281, +22,2 %)   | 219 (167)   | 19,2:1 - 5,2 % (19,7:1 - 5,1 %) |
| Mécanique                      | 2179 (1880, +15,9 %)   | 194 (170)   | 11,2:1 - 8,9 % (11,1:1 - 9,0 %) |
| Aéronautique                   | 1299 (1182, +9,9 %)    | 160 (128)   | 8,1:1 - 12,3 % (9,2:1 - 10,8 %) |
| Électronique et électricité    | 1817 (1360, +33,6 %)   | 223 (181)   | 8,1:1 - 12,3 % (7,5:1 - 13,3 %) |
| Dyson School of Design         | 604 (543, +11,2 %)     | 91 (86)     | 6,6:1 - 15,1 % (6,3:1 - 15,8 %) |
| Génie civil                    | 533 (576, -7,5 %)      | 132 (92)    | 4,0:1 - 24,8 % (6,3:1 - 16,0 %) |
| Science des matériaux          | 662 (569, +16,3 %)     | 120 (94)    | 5,5:1 - 18,1 % (6,1:1 - 16,5 %) |
| Ingénierie chimique            | 870 (754, +15,4 %)     | 152 (141)   | 5,7:1 - 17,4 % (5,3:1 - 18,8 %) |
| Géologie                       | 338 (308, +9,7 %)      | 95 (81)     | 3,6:1 - 28,1 % (4,3:1 - 26,3 %) |
| Bioingénierie                  | 728 (666, +9,3 %)      | 170 (186)   | 4,3:1 - 23,4 % (3,6:1 - 27,9 %) |
| Faculté de médecine            |                        |             |                                 |
| Médecine (MBBS)                | 5383 (4113, +30,9 %)   | 516 (492)   | 10,4:1 - 9,6 % (8,4:1 - 12,0 %) |
|                                |                        |             |                                 |
| Total                          | 28866 (23470, +11,4 %) | 3191 (2777) | 9,0:1 - 11,0 % (8,5:1 - 11,8 %) |

Malgré l'incertitude amenée par le vote du Brexit, le nombre de postulants a continuellement augmenté chaque année de 2015 à 2021,,,,. Les cours de Mathématiques et Informatique au niveau undergraduate (licence) sont ceux qui ont vu leurs taux d'admissions se réduire considérablement grâce à la constante augmentation du nombre de candidats,,,,.

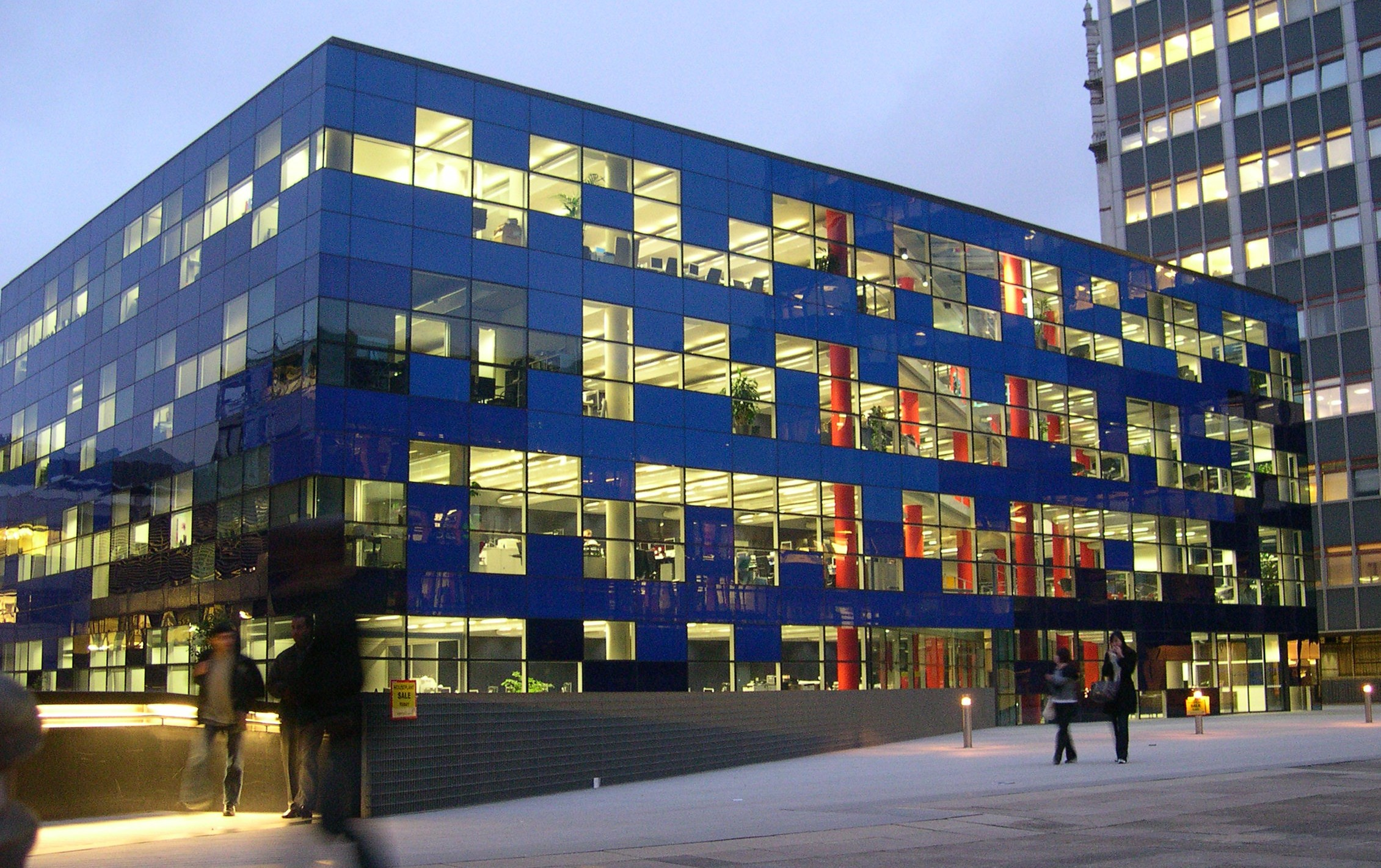
Le Faculty Building, sur le campus principal.

### Cours et diplôme
L'Imperial College doit offrir, à partir de l'année 2017, 121 licences (undergraduate) réparties dans 16 domaines scientifiques et médicaux différents (mathématiques, médecine, aéronautique, mécanique entre autres) et plus de 170 masters au niveau postgraduate dans 21 domaines scientifiques, médicaux et commerciaux différents.
Le diplôme undergraduate de l'Imperial College délivre un Associateship à un des Collèges constituant selon le domaine d'étude : 
- Associate of the Royal College of Science (en) (le titre honorifique ARCS peut être utilisé dans ce cas, par exemple « Jean Dupont, ARCS ») pour les étudiants validant des études en mathématiques, physique, chimie et sciences de la vie ;
- Associate of the Royal School of Mines pour les étudiants validant des études en géologie et géophysique ;
- Associate of the Imperial School of Medicine pour les étudiants validant des études en médecine et sciences biomédicales ;
- Associate of the City and Guilds Institute of London pour les étudiants validant des études en ingénierie.

## Scientométrie
| Classements                   | Classements | Classements |
| Nom                           | Monde       | National    |
| ----------------------------- | ----------- | ----------- |
| QS (2024)                     | 2           | 1           |
| Times Higher Education (2024) | 8           | 3           |
| ARWU (2023)                   | 23          | 4           |

Imperial est actuellement classée 11e université au monde dans le classement du Times Higher Education World Rankings 2021 (également 3e en Europe et au Royaume-Uni).
En 2018, l'Imperial est considérée comme la deuxième université la plus sélective académiquement parlant au Royaume-Uni d'après la moyenne aux examens de fin de second cycle de ses étudiants, tous systèmes éducatifs confondus. Elle est également la deuxième université la plus innovante d'Europe d'après Reuters.
Selon une étude du New York Times, Imperial est classé à la 9e place mondiale pour la réputation auprès des employeurs (3e en Europe et au Royaume-Uni après les universités d'Oxford et de Cambridge). Une étude du QS Ranking place Impérial à la 7e place mondiale dans la même catégorie.
L'Imperial College est classée 8e par le classement 2018 du Times Higher Education . Par le même classement, Imperial est 4e mondial en médecine, 9e en sciences naturelles dures et mathématiques, 9e en informatique, 7e en ingénierie et technologie et 10e en sciences de la vie.
L'Imperial College est classée 8e dans le classement mondial QS 2021Par le même classement en 2021, Imperial est 6e mondiale en ingénierie et technologie (dont 5e en génie civil, 5e en ingénierie électronique, 7e en ingénierie chimique, 8e en ingénierie mécanique et aéronautique ainsi que 12e en informatique), 10e en sciences naturelles dures (dont 9e en sciences environnementales, 10e en mathématiques, 11e en science des matériaux, 11e en physique et astronomie, 13e en chimie pure et 23e en sciences de la Terre) et 11e en sciences de la vie et médecine (dont 11e en médecine, 17e en pharmacologie et 19e en sciences biologiques).
Les enseignants, chercheurs (passés et présents) et anciens étudiants de l'Imperial College comptent quatorze lauréats du prix Nobel, trois lauréats de la médaille Fields et 74 Fellows de la Royal Society.

## Vie étudiante

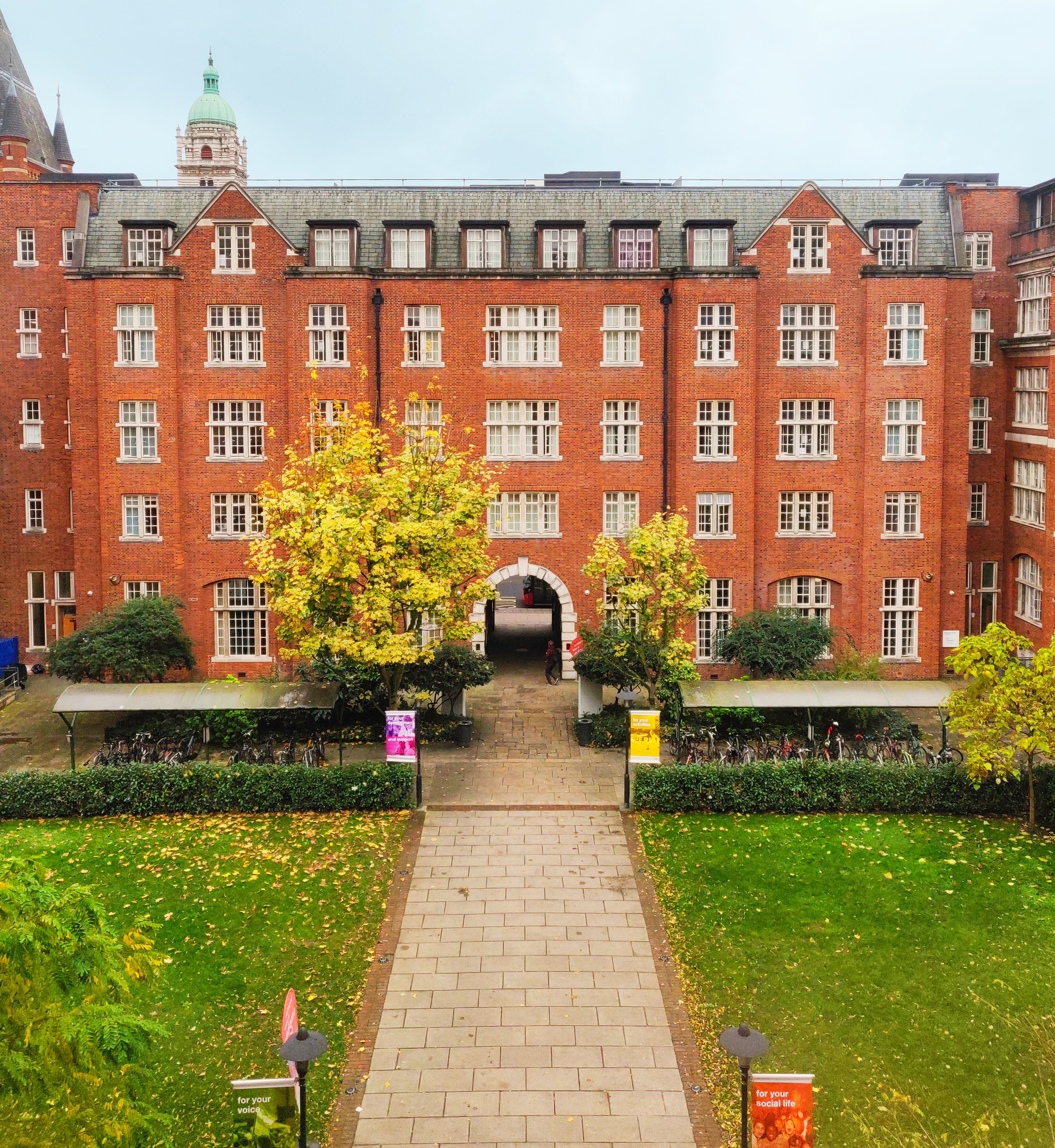
Le Beit Quad, une résidence et un centre étudiant.

Les étudiants de première année sont logés dans différentes résidences universitaires réparties pour la plupart dans le quartier de South Kensington (Beit Quadrangle, Southside, Eastside) ainsi que Notting Hill (Pembridge Hall) ou North Acton (Woodward Buildings).
Les étudiants ont la possibilité d'intégrer divers clubs ou associations regroupant tous types d'activités (sports, musique, loisirs, rencontres), le mercredi après-midi étant libre (pour les « undergraduate ») et réservé à la vie de ces clubs.
Le campus dispose également d'un centre de sport nommé Ethos qui inclut une salle de musculation, une piscine, un sauna, un hammam, un terrain de basket, un mur d'escalade, des terrains de squash et une salle de fitness. L'accès est bien sûr compris dans les frais de scolarité à l'Imperial College.

### Corps étudiant
En 2013/2014, l'Imperial College comptait 16 225 étudiants, dont 8 885 pour le premier cycle et 7 340 pour le second cycle. 50,7 % des étudiants sont étrangers (32 % venant d'en dehors de l'Union européenne en 2013/2014 ; 13 % de l'ensemble des étudiants étrangers étant Chinois en 2007/2008). Les Français représentent pour leur part 5 % des étudiants en 2015.

### Imperial College Union
L'Imperial College Union est l'association des élèves d'Imperial College, à la tête de plus de 300 clubs étudiants. Le nombre de clubs étudiants à Imperial est le plus important de toutes les universités britanniques. Parmi les plus connues, la City and Guilds College Union ainsi que la Royal College of Science Union regroupent respectivement tous les ingénieurs et tous les scientifiques d'Imperial College.

### Vie sportive

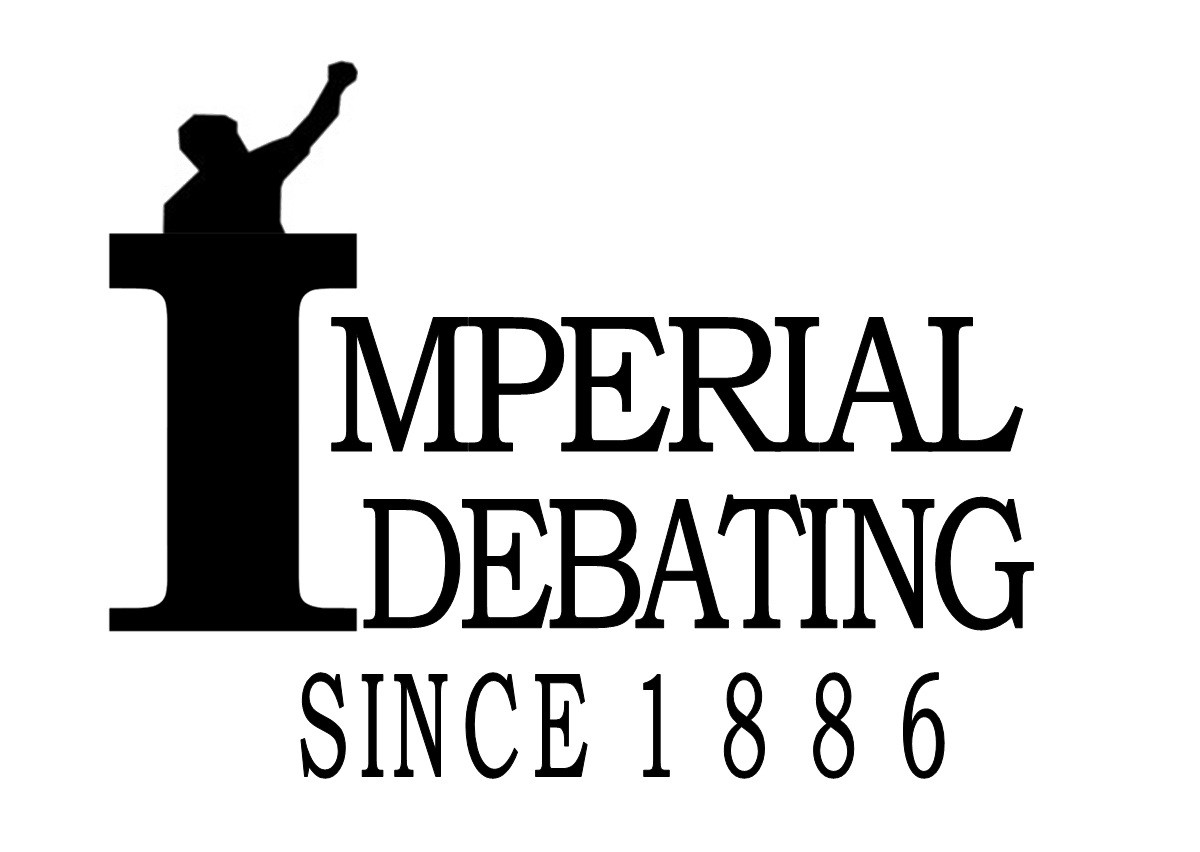
Imperial College Union Debating Society.

L'Imperial College a plus de 60 clubs de sports, dont la plupart participent dans les ligues de la British Universities and Colleges Sport Association, notamment en football américain, crosse, hockey sur glace, rugby à XV, badminton, football et pleins d'autres.

### Journaux, radios et médias d'Imperial College
- Imperial College Radio: fondée en novembre 1975.
- Imperial College TV: fondée en 1969.
- Felix Newspaper: créée le 9 décembre 1949[53], le journal publie les nouvelles, des BDs et des puzzles.

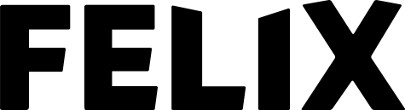
Logo de Felix.

### Halls
Imperial College possède plusieurs Halls (lieux de résidence) où sont logés tous les élèves de première année ainsi qu'une partie des élèves plus âgés.

## Employabilité et carrières
Selon les classements 2019 du Guardian University Guide et du Complete University Guide, les étudiants de l'Imperial College sont classés au premier rang pour les perspectives d'emploi parmi les universités britanniques,.
En 2018, le Guardian note que les diplômés de l'Imperial College perçoivent les salaires les plus élevés au Royaume-Uni au cours de la première année après l'université, gagnant environ un cinquième de plus que les étudiants quittant Oxford et Cambridge.
Les statistiques publiées par le ministère de l'Éducation britannique en 2019 montrent que les diplômés en Mathématiques et en Informatique de la cohorte 2010-2011 font partie des dix diplômés britanniques au niveau licence avec les revenus annuels moyens les plus élevés 5 ans après l'obtention du diplôme, à 59 200 £ et 56 900 £ respectivement (73 015 $ - 66 473 € et 70 178 $ - 63 914 € le 6 octobre 2019). Il a également été constaté que cinq ans après l'obtention du diplôme, les femmes diplômées en mathématiques gagnaient en moyenne 60 900 £ (75 111 $ - 68 382 €), bien au-dessus de la moyenne nationale.
Selon un rapport publié en 2018 par le Gouvernement Britannique, l'Imperial College aurait augmenté les revenus de ses diplômées de 31,3% par rapport à la moyenne des diplômées du pays, tandis que les hommes auraient également augmenté de 25,3% par rapport aux autres diplômés du pays.
Le New York Times a classé l'Imperial College parmi les 10 meilleures universités sur le marché mondial de l'emploi.

## Recherche

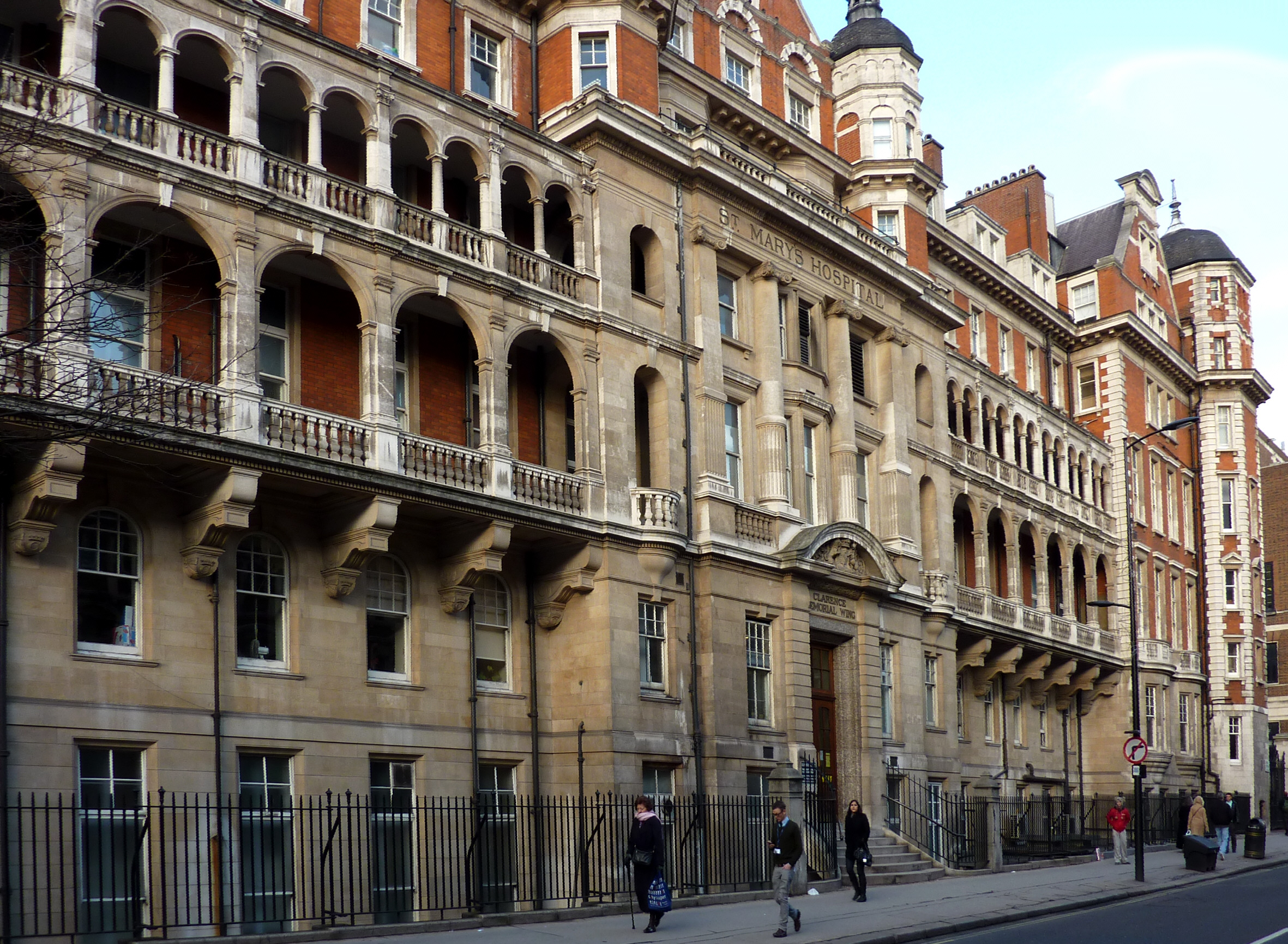
St. Mary's Hospital.

L'Imperial College a été représenté par 1 257 chercheurs et professeurs lors des évaluations Research Excellence Framework (REF) en 2014 par le gouvernement britannique. 91 % de la recherche de l'Imperial est considérée de « pointe internationale » ou « excellente » (world-leading ou internationally excellent – 46 % ont obtenu le score maximal, 44 % le second score possible). Dans un classement produit par le Times Higher Education basé sur les résultats REF, Imperial a été classée 2ème. Le gouvernement britannique a attribué la mention "Or" (Gold) lors des évaluations du Teaching Excellence and Student Outcomes Framework (TEF) en 2017 à l'Imperial car l'université "offre un enseignement, un apprentissage et des résultats exceptionnels pour ses étudiants".
L'Imperial College a également une relation de recherche très étroite avec le Massachusetts Institute of Technology, qui remonte à la Seconde Guerre mondiale,. Les États-Unis sont le premier pays étranger collaborant avec l'Imperial College, avec plus de 15 000 articles co-écrits par des auteurs basés à l'Imperial College et aux États-Unis au cours des 10 dernières années. L'Imperial College a également largement contribué à la découverte de la pénicilline, à l'invention de la fibre optique et au développement de l'holographie.
En janvier 2018, le département de mathématiques de l'Imperial et le CNRS ont ouvert un laboratoire de recherche en mathématiques conjoint – l'Unité Mixte de Recherche Abraham de Moivre –visant à résoudre les problèmes les plus difficiles du millénaire et à accroître l'échange des savoirs scientifiques entre le Royaume-Uni et la France, basé sur le campus de South Kensington de l'Imperial,,,. Les médaillés Fields Cédric Villani et Martin Hairer ont présenté le laboratoire lors de son ouverture. Les départements d'informatique et de mathématiques sont récemment reconnus pour leur contribution à la recherche sur l'apprentissage automatique et l'intelligence artificielle. Les deux départements proposent des modules d'apprentissage automatique à leurs étudiants de premier cycle dès la fin de leur deuxième année.
En octobre 2018, l'Imperial College a lancé l'Imperial Cancer Research Centre (CRUK), une collaboration de recherche visant à trouver des moyens innovants pour améliorer la précision des traitements du cancer. L'événement de lancement a été présenté par l'ancien Vice-président des États-Unis, Joe Biden, sur le campus de South Kensington à Londres, qui est le titulaire de la Biden Cancer Initiative.
Selon un rapport du NASA Jet Propulsion Laboratory, l'Imperial College est l'un des dix principaux contributeurs sur la mission d'exploration de Mars InSight de la NASA. L'instrument a atterri sur la planète Mars en novembre 2018 avec succès. En raison de la large contribution de l'Imperial College, le logo de l'université apparaît sur l'atterrisseur. L’un des instruments de l’Imperial College a mesuré la première lecture d'un probable séisme martien en avril 2019,,.
En 2019, il a été révélé qu'un instrument de l'Imperial College de Londres serait embarqué à bord de Solar Orbiter (SolO) de l'Agence spatiale européenne dans le cadre d'une mission d'étude du Soleil, avec le soutien de la NASA. Le satellite a été lancé avec le lanceur Atlas V depuis Cap Canaveral, en Floride, en février 2020.
En novembre 2019, une équipe de physiciens de l'Imperial College a été choisie pour construire des éléments de l'expérience DUNE (Deep Underground Neutrino Experiment) (en), un accélérateur de neutrinos basé aux États-Unis. L’un des objectifs de l’expérience sera d’observer les différences essentielles entre les versions de matière et d'antimatière du neutrino, car des observations à l'expérience T2K au Japon avaient laissé entendre que les neutrinos et les anti-neutrinos présentent des comportements différents.
Au début de 2020, la recherche en immunologie à l'Imperial College s'est concentrée sur la recherche d'un vaccin contre le SARS-CoV-2 sous la direction du professeur Robin Shattock, et a fait une percée significative en réduisant une partie du temps de développement normal du vaccin « de deux à trois ans à seulement 14 jours. », Le test du vaccin a été positif sur les animaux, et les essais humains ont commencé le 15 juin,. Ce vaccin est moins coûteux et plus facile à manufacturer que les autres vaccins candidats contre le coronavirus. Le rapport de Neil Ferguson du 16 mars intitulé « Impact des interventions non pharmaceutiques (NPI) pour réduire la mortalité par COVID-19 et la demande de soins de santé », lu par le Gouvernement Britannique et la Maison-Blanche, a été décrit dans un article du New York Times du 17 mars comme le rapport sur les coronavirus qui « a secoué les États-Unis et le Royaume-Uni à l'action. » Depuis le 18 mai 2020, le Dr Samir Bhatt de l'Imperial College conseille l'État de New York pour son plan de dé-confinement. Le gouverneur de New York, Andrew Cuomo, a déclaré que « le modèle de l'Imperial College, tel que nous le suivons depuis des semaines, était le meilleur et le plus précis. » Les hôpitaux de l'Imperial College Healthcare NHS Trust, qui s'occupent de patients infectés par le COVID-19 avec complications dans l'ouest de Londres, se sont associés à Microsoft pour utiliser leur HoloLens lors du traitement de ces patients, réduisant ainsi le temps passé par le personnel soignant dans les zones à haut risque par 83%, et économisant ainsi jusqu'à 700 articles de protection par service, par semaine. L'Imperial College a fait partie de la plus grande étude des patients du coronavirus en-dehors de Chine qui a analysé près de 17 000 patients,,, et a conclu que l'obésité était un des facteurs les plus importants d'aggravation des hospitalisations liées au coronavirus,.
Grâce à sa recherche de pointe sur la maladie de Parkinson, l'Imperial a la plus grande banque de cerveaux au monde (296),.

## Personnalités liées à l'établissement

### Professeurs

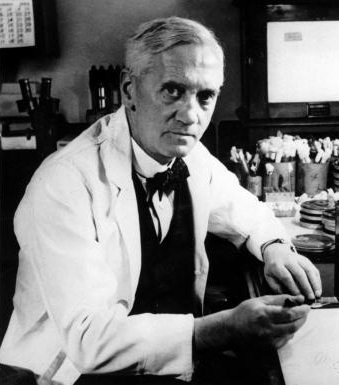
Alexander Fleming.

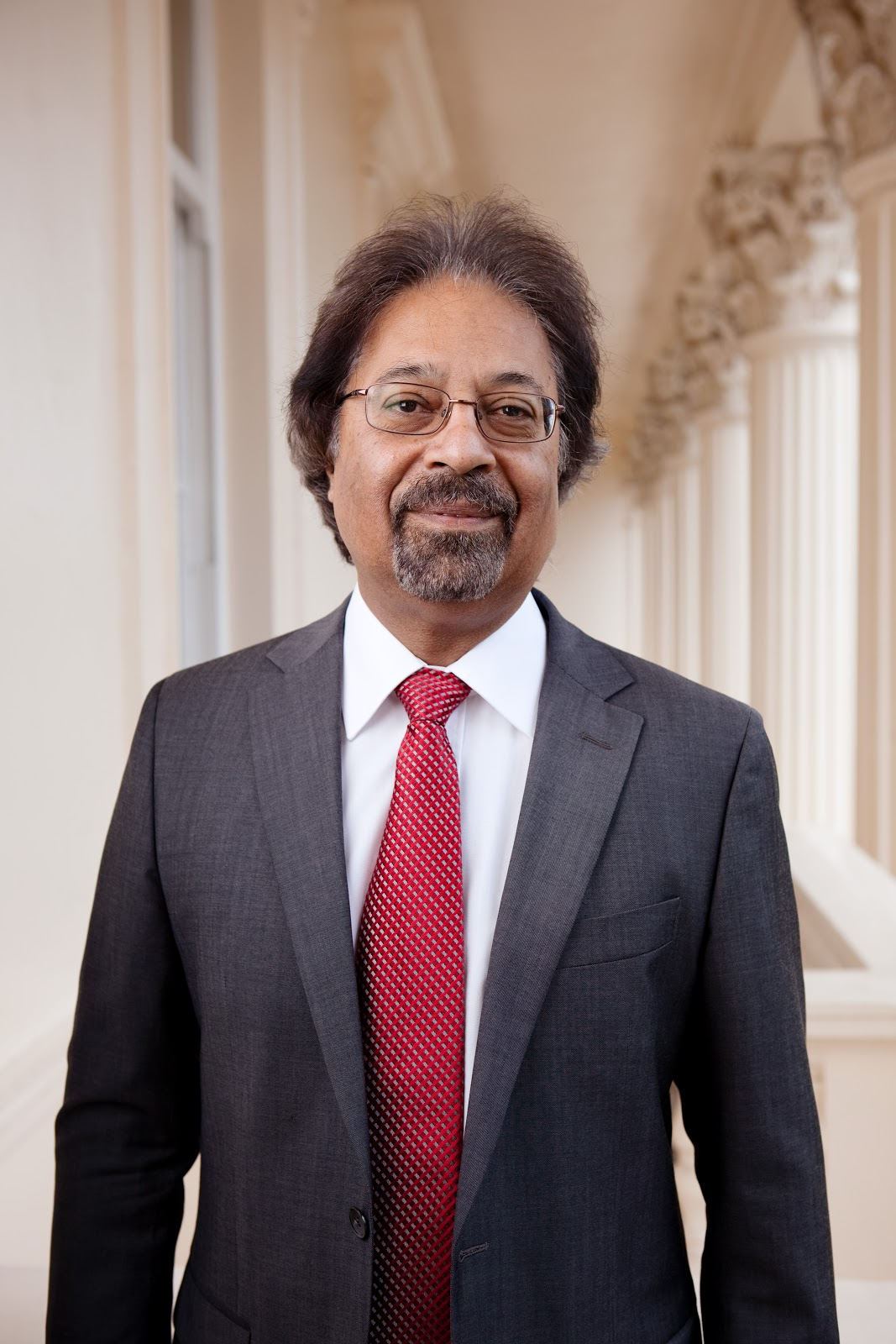
Tejinder Virdee.

- Derek Harold Richard Barton (1918-1998), professeur de chimie organique, prix Nobel de chimie 1969.
- Patrick Blackett (1897-1974), professeur de physique, prix Nobel de physique 1948.
- Ernst Boris Chain (1906-1979), professeur de biochimie, prix Nobel de physiologie ou médecine 1945.
- Simon Donaldson (1957-), professeur de Mathématiques à Imperial College London, médaille Fields 1986.
- Alexander Fleming (1881-1955), professeur de bactériologie, prix Nobel de physiologie ou médecine 1945.
- Andrew Russell Forsyth (1858-1942), professeur à Impérial College, senior wrangler à l'université de Cambridge, mathématicien écossais qui contribua à diffuser en Grande-Bretagne les méthodes de Cauchy et Lamé en calcul différentiel.
- Dennis Gabor (1900-1979), professeur de physique électronique, prix Nobel de physique 1971.
- Martin Hairer, professeur de mathématiques, médaille Fields 2014.
- Walter Norman Haworth (1883-1950), démonstrateur de chimie, prix Nobel de chimie 1937.
- Peter Higgs (1929-), prix Nobel de physique 2013.
- Cyril Norman Hinshelwood (1887-1967) prix Nobel de chimie 1956.
- Andrew Huxley (1917-2012), prix Nobel de physiologie ou médecine 1963.
- Thomas Henry Huxley (1825-1895), biologiste, paléontologue et philosophe britannique.
- Christopher Kelk Ingold (1893-1970), chimiste britannique.
- Thomas Walter Bannerman Kibble (1932-2016), réputé pour sa codécouverte du mécanisme de Higgs–Kibble et du boson de Higgs.
- Emma McCoy, mathématicienne, experte pour les discussions sur la réforme du Curriculum national en Angleterre.
- Ruth Misener, informaticienne, experte en développement de logiciels et d’algorithmes d’optimisation
- George Porter (1920-2002), professeur invité du département de biologie, prix Nobel de chimie 1967.
- Rodney Robert Porter (1917-1985), professeur titulaire de la chaire Pfizer d'immunologie, prix Nobel de physiologie ou médecine 1972.
- Klaus Roth (1925-2015), médaille Fields 1958.
- Meghnad Saha (1893-1956), astrophysicien indien.
- Abdus Salam (1926-1996), physicien pakistanais surtout connu pour ses travaux sur l'interaction électrofaible, professeur de physique théorique, prix Nobel de physique 1979,
- Tejinder Singh Virdee (1952-), FRS, un physicien expérimental des particules et professeur de physique à l'Imperial College London.
- George Paget Thomson (1892-1975), professeur de physique, prix Nobel de physique 1937.
- Alfred North Whitehead (1861-1947), professeur à Impérial College, philosophe, logicien et mathématicien britannique, fondateur de l'école philosophique connue sous le nom de la philosophie du processus, auteur de Principia Mathematica (1910-1913), écrit en collaboration avec son ancien étudiant Bertrand Russell.
- Geoffrey Wilkinson (1921-1996), ancien étudiant d'Imperial, professeur de chimie inorganique à Imperial, prix Nobel de chimie 1973.
- Martha Annie Whiteley (1866-1956), chimiste britannique, première femme élue au conseil de la Royal Society of Chemistry
- Helen Porter (1899-1987), botaniste britannique, membre de la Royal Society et première femme professeur à l'Imperial College London.
- Maria DeJoseph Van Kerkhove (1977-), épidémiologiste américaine.
- Hippolite Amadi, prix nigérian pour la science 2023.
- Camille Petit, chimiste française, lauréate du prix Philip-Leverhulme 2019

### Étudiants

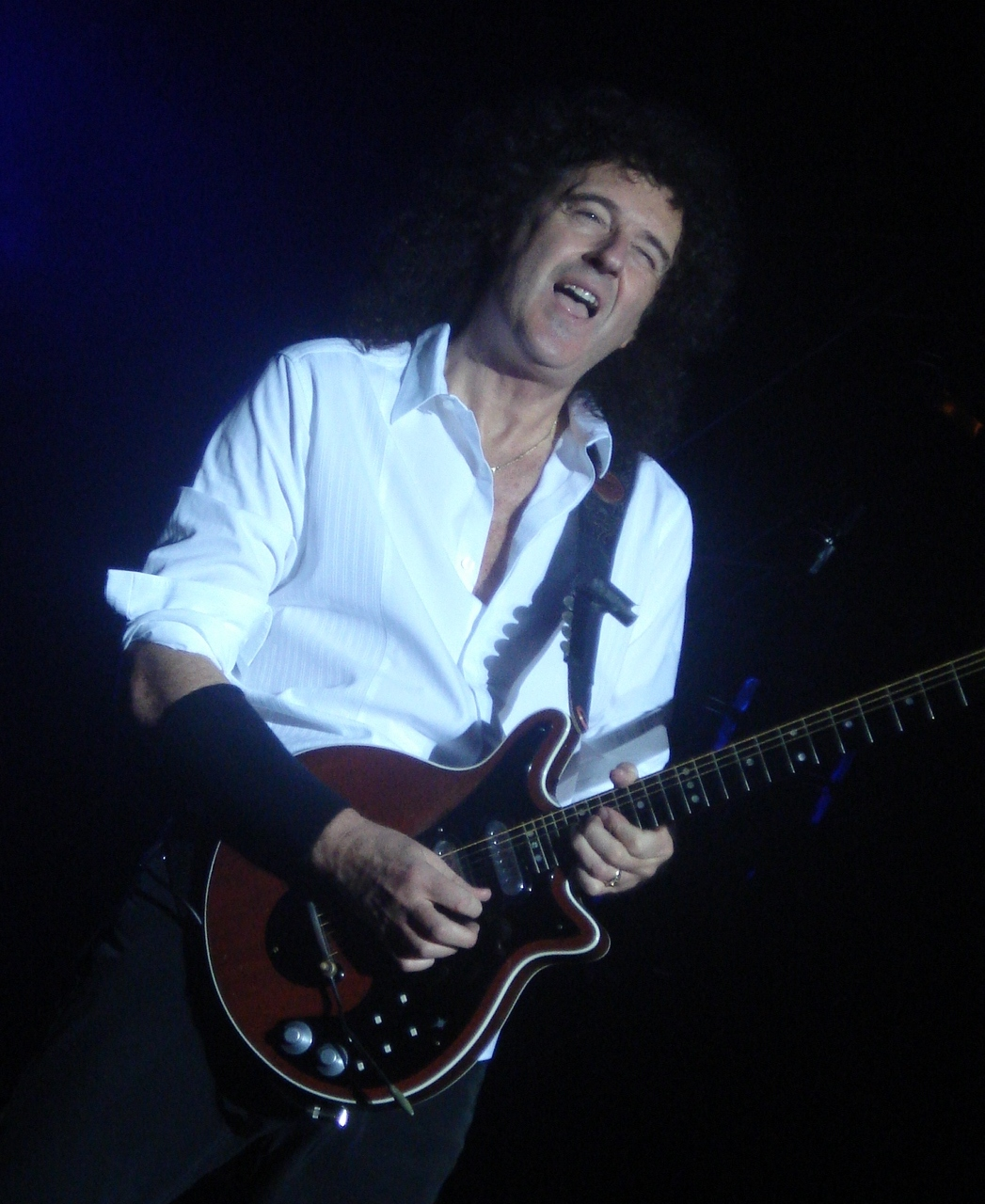
Brian May.

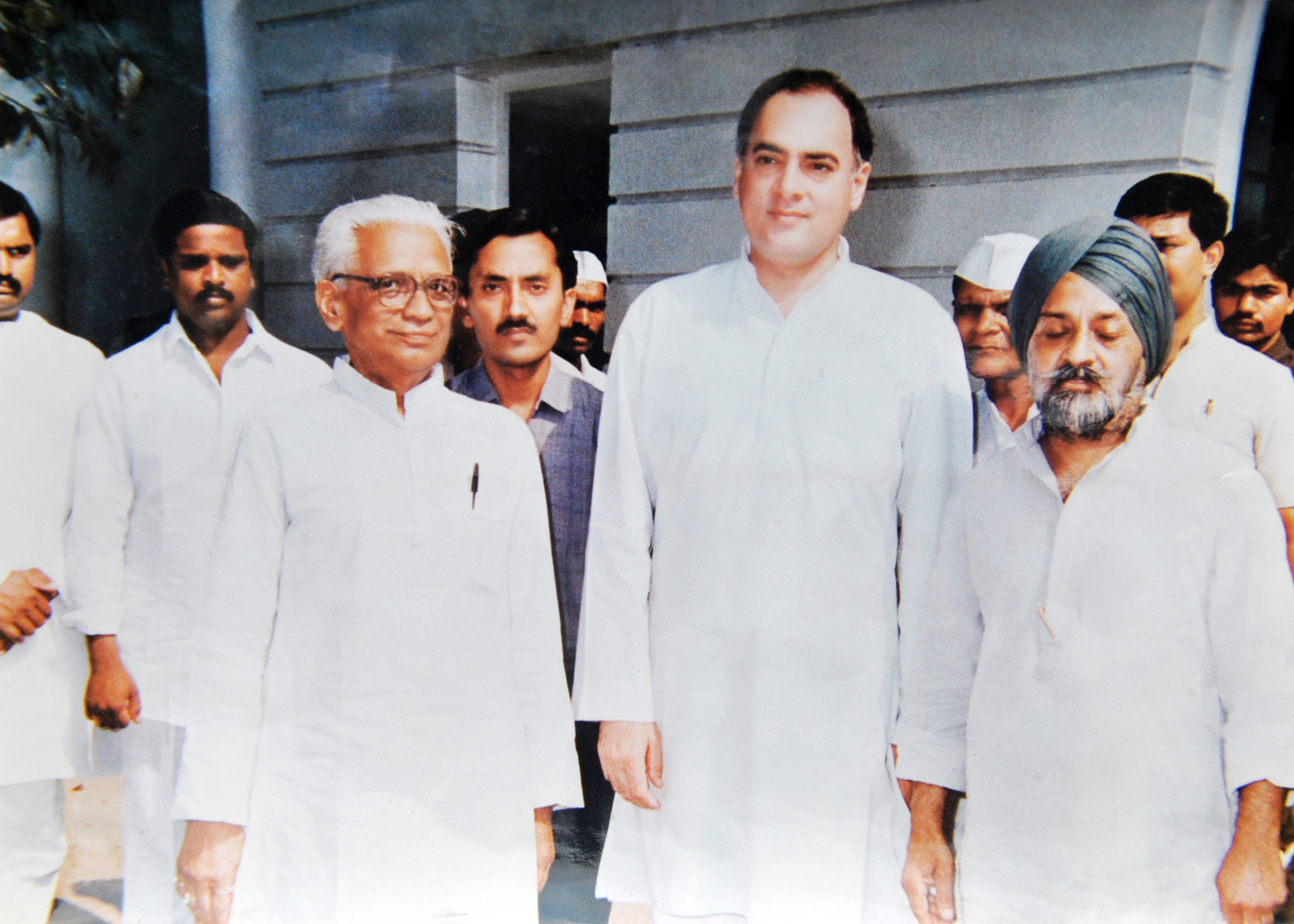
Rajiv Gandhi.

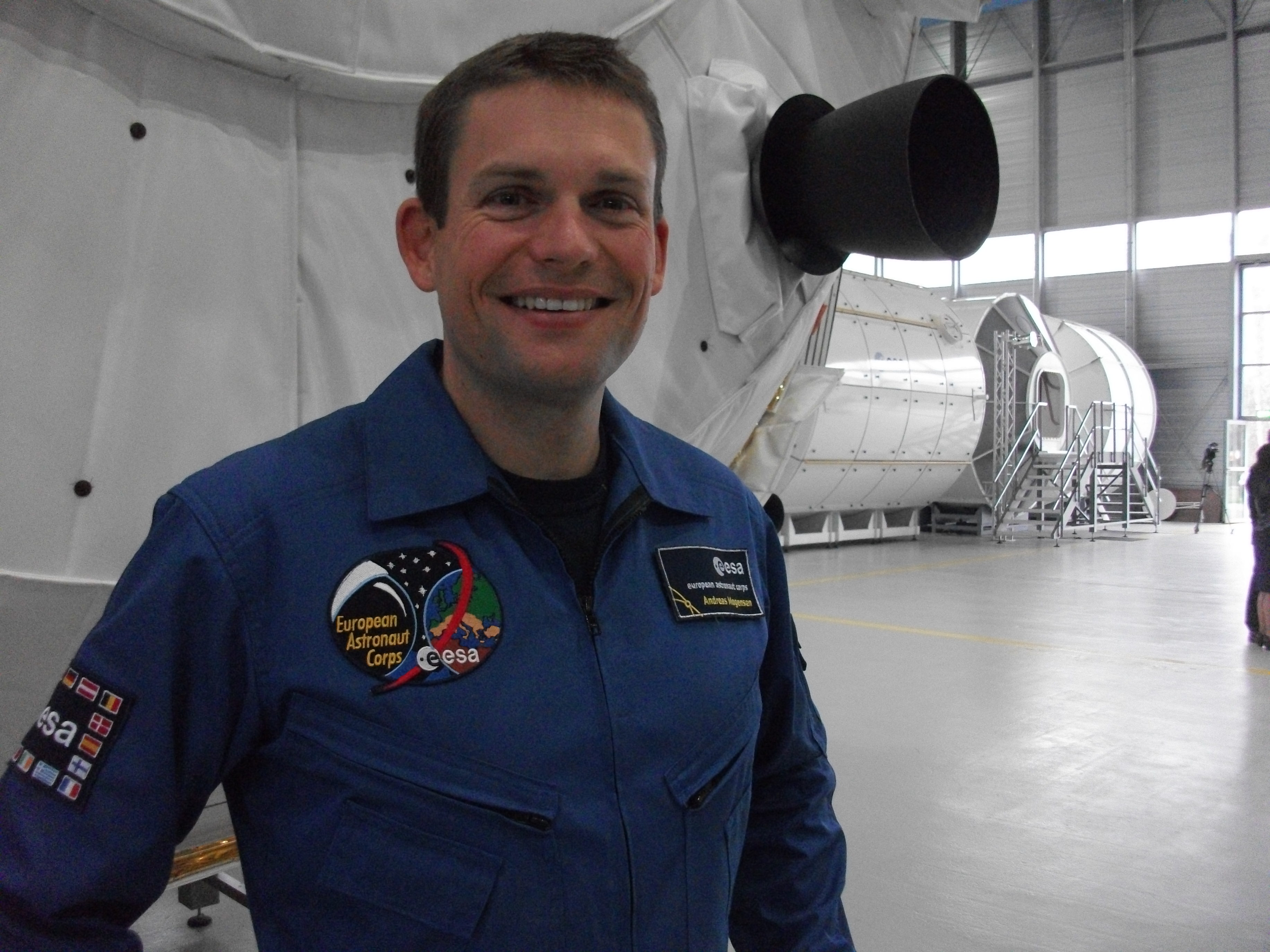
Andreas Mogensen.

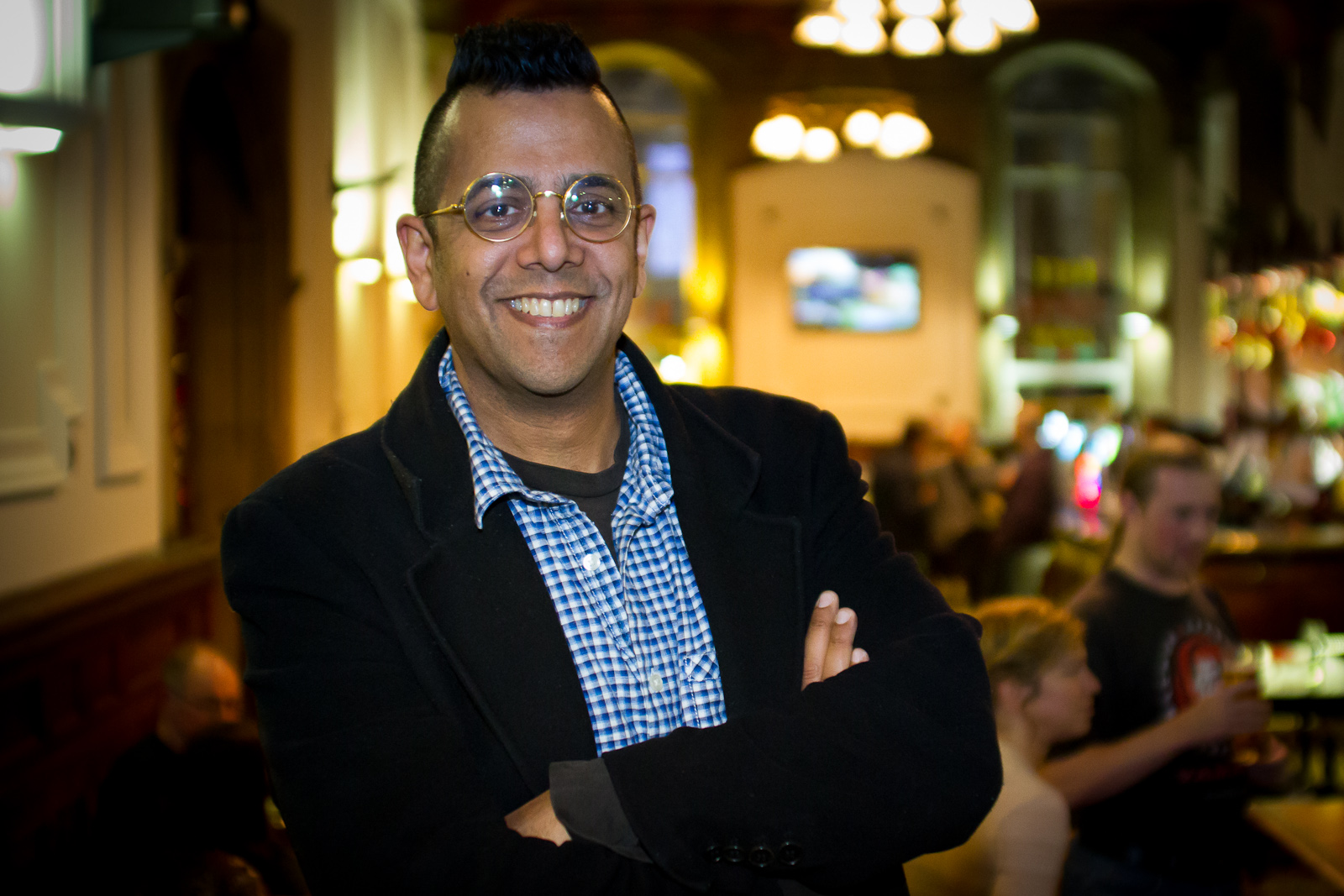
Simon Singh.

- James Allen (1855-1942),  homme politique néo-zélandais.
- Mary Archer (1944-), physicienne britannique, spécialiste de l'utilisation de l'énergie solaire.
- Roger Bannister (1929-), athlète britannique.
- Derek Harold Richard Barton (1918-1998), chimiste britannique récompensé par le prix Nobel de chimie en 1969 pour sa contribution au concept de conformation et ses applications en chimie.
- Kenneth Binmore (1940-), économiste renommé, théoricien des jeux (il est un des fondateurs de l'analyse des négociations bilatérales avec Nash et Rubinstein), professeur émérite d'économie à l'Université de Londres.
- Emily Brydon (1980-), skieuse olympique.
- Caribou, chanteur canadien.
- Iain Conn, PDG de Centrica.
- Frederic Creswell (1866-1948), militaire britannique, ingénieur des mines et homme politique sud-africain
- William Crookes (1832-1919), chimiste et physicien britannique, connu pour des études concernant les médiums.
- Simon Dennis (1976-), rameur d'aviron britannique, médaillé d'or aux Jeux Olympiques de Sydney.
- James Ellis (1924-1997), ingénieur et mathématicien britannique.
- Alexander Fleming (1881-1955), biologiste et pharmacologiste écossais, qui a découvert la pénicilline et obtenu le Prix Nobel de médecine en 1945.
- Rajiv Gandhi (1944-1991), Premier Ministre de l'Inde de 1984 à 1989.
- Marc Garneau (1949-), astronaute canadien, actuel ministre des transports canadien.
- James R. Graham,  astronome irlandais travaillant principalement en astronomie infrarouge et en optique adaptative.
- Teo Chee Hean (1954-),  homme politique singapourien.
- Dave Henson, médaillé aux Jeux paralympiques d'été de 2016 à Rio.
- Arthur Holmes (1890-1965), géologue britannique.
- Frederick Gowland Hopkins (1861-1947), ancien étudiant de la Royal School of Mines, prix Nobel de physiologie ou médecine 1929
- Harold Hopkins (1918-1994), physicien britannique ayant travaillé, entre autres, sur la fibre optique.
- T. H. Huxley (1825-1895), biologiste et philosophe britannique.
- Christopher Kelk Ingold (1893-1970), chimiste britannique.
- Chen Jining (1964-), ministre de l'environnement de la RPC.
- Narinder Singh Kapany (1926-), chercheur indien considéré comme le père de la fibre optique.
- Zoe Lee, athlète olympique médaillée d'argent lors des Jeux Olympiques d'été de 2016.
- Brian May (1947-), guitariste du groupe rock britannique Queen, qui y a obtenu un doctorat en astrophysique en 2007.
- Ken Michael (1938-), 30e gouverneur d'Australie-Occidentale
- Cyrus Pallonji Mistry (1968-), homme d'affaires irlando-indien, président du groupe automobile Tata.
- Andreas Mogensen (1976-), astronaute danois.
- William Henry Perkin (1838-1907), chimiste anglais, inventeur de la mauvéine, le premier colorant synthétique.
- Ian Read (1953-), homme d'affaires et chef d'entreprise américain.
- Karen Scrivener (1958-) chercheuse dans le domaine des matériaux à base de ciment.
- Chew Choon Seng, ancien PDG de Singapore Airlines.
- Simon Singh (1964-), écrivain et journaliste scientifique britannique.
- Richard Southwood (1931-2005), professeur de zoologie et ancien vice-chancelier de l'Université d'Oxford.
- Edem Tengue, ministre togolais.
- Tori Tsui, militante hongkongaise.
- Tejinder Singh Virdee (1952-), FRS, un physicien expérimental des particules.
- Leslie Valiant (1949-), informaticien théorique britannique, titulaire du prix Turing 2010.
- Julius Vogel (1835-1899), homme politique, journaliste et écrivain néo-zélandais.
- Jess Wade, physicienne
- Gilbert Walker (1868-1958), physicien et statisticien.
- Augustus Désiré Waller (1856-1922), physiologiste britannique, fils de l'anatomiste Augustus Volney Waller.
- David Ronald de Mey Warren (1925– 2010), scientifique australien, connu en tant qu'inventeur des boîtes noires.
- H. G. Wells (1866-1946), célèbre écrivain de science-fiction britannique, notamment auteur de L'Homme invisible et de La Guerre des mondes.
- Geoffrey Wilkinson (1921-1996), ancien étudiant d'Imperial, professeur de chimie inorganique à Imperial, prix Nobel de chimie 1973.
- Mélanie Wilson, athlète olympique médaillée d'argent lors des Jeux Olympiques d'été de 2016.
- Amelia Helen Womack, politicienne et écologiste galloise
- Olgierd Cecil Zienkiewicz (1921-2009), le « père de la méthode des éléments finis ».